# Nhạc pop Ukraina
Nhạc pop Ukraina hay nhạc pop Ucraina là dòng nhạc pop chịu ảnh hưởng của phương Tây ở nhiều hình thức khác nhau, hiện đang ngày càng phổ biến tại đất nước Ukraina kể từ thập niên 1960.

### Thập niên 2000

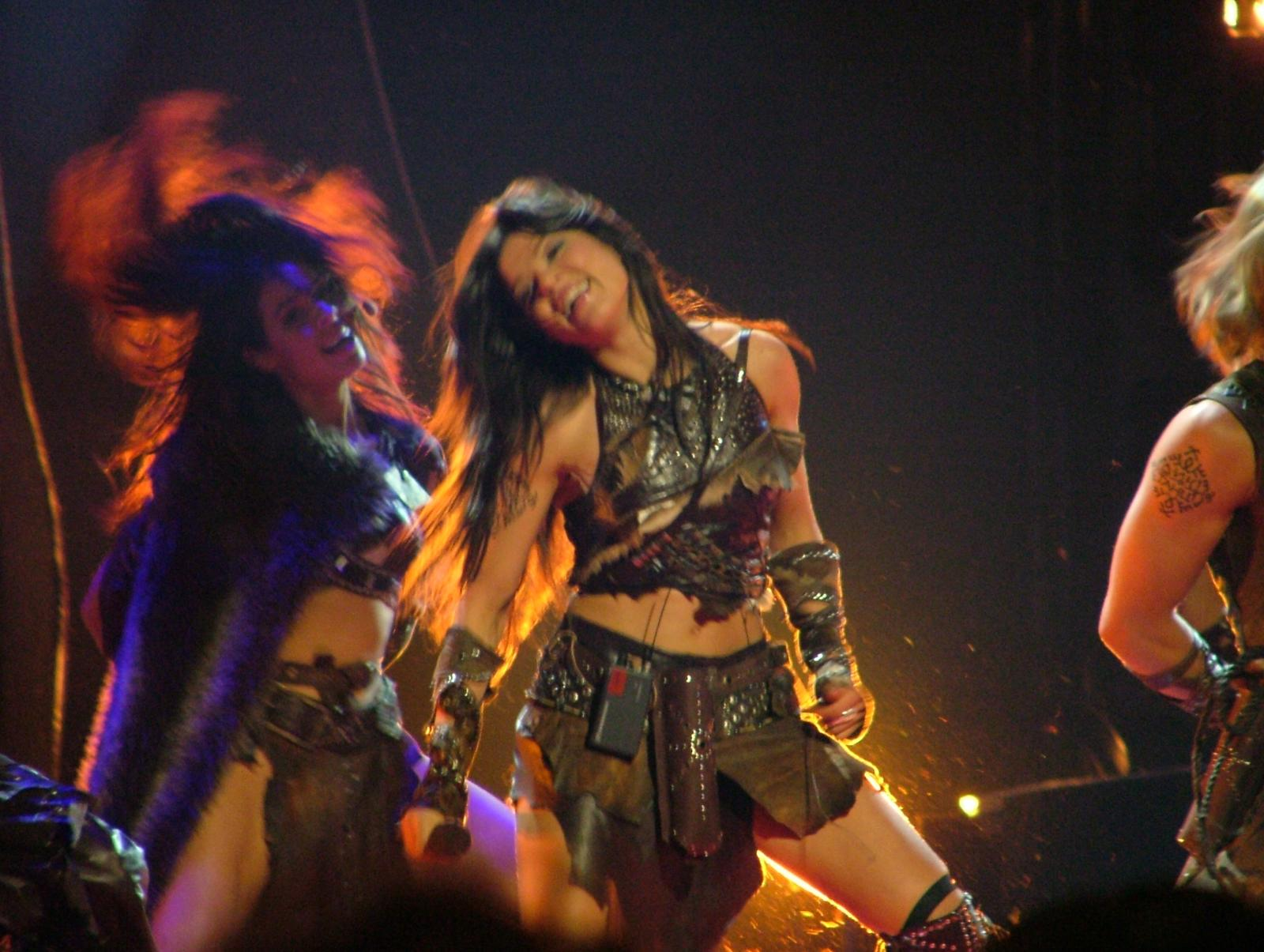
Nữ ca sĩ Ruslana đang trình diễn ca khúc Vũ Điệu Hoang Dã tại sân khấu chương trình Eurovision Song Contest 2004

## Nghệ sĩ nổi tiếng tại Ukraina
- Vopli Vidoplyasova – Ukrainian folk-rock (http://vopli.com.ua Lưu trữ ngày 17 tháng 9 năm 2017 tại Wayback Machine)
- Plach Yeremiji – rock music
- Mandry - Mix of Ukrainian folk-rock and other genres (http://www.mandrymusic.com Lưu trữ ngày 20 tháng 3 năm 2014 tại Wayback Machine)
- Viy – Ukrainian folk-rock (http://www.viy.in.ua/ Lưu trữ ngày 5 tháng 5 năm 2008 tại Wayback Machine)

## Âm nhạc của người Ukraina ở hải ngoại
- Julian Kytasty – singer, composer, kobzar, bandurist
- Mariana Sadovska – singer, composer
- Eugene Hutz of Gogol Bordello
- Victor Mishalow – composer, kobzar, bandurist

## Các hãng thu âm Ukraina
- Lavina music (2001)
- Rostok records (1997)
- Moon records (1997)
- Atlantic music (1991)
- JRC (Joint Recording Company, 1998)
- Nova records (1997–2001)
- Zone records (1996)
- Audio Ukraina (1991)